# 汪感岳
汪感岳（？—？），河南嵩县人，清朝政治人物。举人出身。
汪感岳曾于1784年接替林培由任华亭县知县一职，1784年由王应中接任。